# Moadon Kaduregel Maccabi Herzliya
Il Moadon Kaduregel Maccabi Herzliya (in ebraico מועדון כדורגל מכבי הרצליה‎?), meglio noto come Maccabi Herzliya, è una società calcistica israeliana con sede nella città di Herzliya, militante nella Liga Leumit, la seconda serie del campionato di calcio israeliano.
Fondato nel 1936, vanta nel proprio palmarès una Toto Cup, conquistata nella stagione 2006-2007. Nel 2004-2005 è invece giunto secondo in Coppa di Israele.

## Rosa 2015-2016
| N. |                        | Ruolo | Calciatore       |
| -- | ---------------------- | ----- | ---------------- |
| 1  | Israele (bandiera)     | P     | Avi Ivgi         |
| 3  | Israele (bandiera)     | D     | Dean Akafi       |
| 4  | Israele (bandiera)     | D     | Dmitri Rubinski  |
| 5  | Israele (bandiera)     | D     | Barak Lavi       |
| 6  | Israele (bandiera)     | D     | Dror Nir         |
| 7  | Israele (bandiera)     | A     | Hai Avraham      |
| 8  | Brasile (bandiera)     | C     | Marcelo Carvalho |
| 9  | Francia (bandiera)     | A     | Jordan Faucher   |
| 10 | Israele (bandiera)     | C     | Orel Edri        |
| 11 | Israele (bandiera)     | A     | Liron Elimelech  |
| 13 | Israele (bandiera)     | C     | Oren Asif        |
| 14 | Paesi Bassi (bandiera) | A     | Kevin Tano       |

| N. |                    | Ruolo | Calciatore    |
| -- | ------------------ | ----- | ------------- |
| 16 | Israele (bandiera) | C     | Alon Sultan   |
| 17 | Israele (bandiera) | C     | Gal Kulni     |
| 18 | Israele (bandiera) | D     | Gal Dvir      |
| 19 | Israele (bandiera) | D     | Itay Tuef     |
| 20 | Israele (bandiera) | C     | Ofir Amram    |
| 22 | Israele (bandiera) | P     | Bar Manker    |
| 23 | Israele (bandiera) | C     | Yinon Eliyahu |
| 24 | Israele (bandiera) | D     | Itay Ozeri    |
| 26 | Israele (bandiera) | C     | Shimi Elmalem |
| 27 | Israele (bandiera) | A     | Sean Diamant  |
| 30 | Israele (bandiera) | C     | Dor Halevi    |
|    | Israele (bandiera) | D     | Nitzan Damari |

## Palmarès

### Competizioni nazionali
- Coppa di Lega israeliana: 1

2006-2007
- Liga Leumit: 2

1992-1993, 2005-2006

### Altri piazzamenti
- Coppa d'Israele:

Finalista: 2004-2005
- Liga Leumit:

Terzo posto: 2001-2002 e 2011-2012